# دوروهيدورو
دوروهيدورو (باليابانية: ドロヘドロ) مانغا يابانية من تأليف ورسم كيو هاياشيدا. نشرت المانغا عام 2000 واستمرت بالنشر حتى عام 2018 وجمعت بـ23 مجلد. اقتبست القصة إلى مسلسل أنمي تلفزيوني عرض في 12 كانون الثاني 2020.

## القصة
في مدينة كئيبة معروفة باسم “الحفرة” حيث هناك عشيرة من السحرة يقومون بالتقاط الناس من الشارع ليستخدمونهم كمخلوقات أخرى لتجارب بشعة في الفنون السوداء، تلتقي نيكايدو برجل برأس حيوان زاحف يدعى كايمان، يحاول استرجاع ذكرياته بعد أن أصابته تعويذة، ولإبطال لعنة كايمان يقوم الاثنان بمحاربة السحرة في الحفرة آملين أن يقضوا على الساحر المقصود، لكن عندما اكتشف رئيس السحرة أن رجلاً يمتلك رأس سحلية يواجه اتباعة قام بإرسال مجموعة من “المنظفين” إلى الحفرة مشعلاً حرباً بين عالمين.

## الشخصيات
- كايمان (カイマン)

مؤدي الصوت: واتارو تاكاغي.
- نيكايدو (二階堂)

مؤدية الصوت: رينا كوندو.
- كاسوكابي هاكاسه (春日部博士)

مؤدي الصوت: ميتسوهيرو إيتشيكي.
- جونسون (ジョンソン)

مؤدي الصوت: ريوهيه كيمورا.
- باوكوسو (バウクス)

مؤدي الصوت: هيساو إغاوا.
- ساتين 13 (サーティーン)

مؤدي الصوت: يوكي كاجي.

## الأنمي
اقتبست المانغا إلى مسلسل أنمي تلفزيوني من إخراج يويتشيرو هاياشي وإنتاج ستوديو مابا عُرض في الفترة من 12 كانون الثاني/يناير حتى 29 آذار/مارس 2020 على 12 حلقة، وصدر لاحقاً ستة حلقات أوفا قصيرة جمعت بحلقة واحدة بطول 27 دقيقة لتحمل الرقم 13 بتسلسل الحلقات.

### قائمة الحلقات
| رقم الحلقة | عنوان الحلقة                                 | تاريخ العرض الأصلي         |
| --- | -------------------------------------------- | -------------------------- |
| 1 | «كايمان» (カイマン)                          | 12 كانون الثاني/يناير 2020 |
| يبحث "كايمان" و"نيكايدو" عن الساحر الذي أصاب "كايمان" بلعنة رأس السحلية، بينما يعود "فوجيتا" إلى "الحفرة" للانتقام لموت "ماتسومورا".         |                                              |                            |
| 2 | «حلقة 2»                                     | 19 كانون الثاني/يناير 2020 |
| يبدأ "عاملا النظافة"، "شين" و"نوي"، العمل في "الحفرة". وفي تلك الأثناء، يبحث "كايمان" و"نيكايدو" عن ساحر يستخدم الإبر الصينية لتغيير الوجوه. |                                              |                            |
| 3 | «حلقة 3» (死者の夜 ― 決闘！― 中央デパート前) | 26 كانون الثاني/يناير 2020 |
| يشارك "كايمان" و"نيكايدو" في "ليلة الموتى الأحياء" السنوية. ولكن قبل أن يتمكّنا من استكمال مهمّتهما، يظهر "شين" و"نوي" للقضاء عليهما.          |                                              |                            |
| 4 | «حلقة 4»                                     | 2 شباط/فبراير 2020         |
| يستشير "إن" رفيقه "تُركي" الذي يصنع دُمى قد تتعرّف على "الرجل السحلية"، ويزور "كايمان" و"نيكايدو" الأستاذ "كاسوكابي" الذي يستقصي عن السحرة.     |                                              |                            |
| 5 | «حلقة 5» (魔法の国のカイマン)                | 9 شباط/فبراير 2020         |
| في عالم السحرة، يحدّد "كايمان" و"نيكايدو" مكان زعيم ذوي الأعين الصليبية، لكنهما يفقدان أثره عندما يظهر "شين" و"نوي" لتنفيذ مهمّة ما.           |                                              |                            |
| 6 | «حلقة 6»                                     | 16 شباط/فبراير 2020        |
| يؤدي سحر فطر "إن" إلى تعرّض "نيكايدو" لإصابة خطيرة عند تسلّلها إلى قصره، ويخبر الطبيب "فاوكس" والأستاذ "كاسوكابي" "كايمان" عن ماضي "شين".      |                                              |                            |
| 7 | «حلقة 7» (オールスター☆夢の球宴)             | 23 شباط/فبراير 2020        |
| سعيًا للانتقام لموت "ماتسومورا"، ينضمّ "فوجيتا" إلى فريق "مستشفى هول بيس" للبيسبول، إذ تضمّ قائمة الفريق المنافس "كايمان" الذي قتل صديقه.       |                                              |                            |
| 8 | «حلقة 8»                                     | 1 آذار/مارس 2020           |
| خوفًا على سلامة "نيكايدو"، يعود "كايمان" إلى عالم السحرة وحده، وتبدأ عائلة "إن" في الاستعدادات لاحتفالات "مهرجان الليلة الزرقاء".             |                                              |                            |
| 9 | «حلقة 9»                                     | 8 آذار/مارس 2020           |
| يتسلّل "كايمان" إلى المهرجان بحثًا عن "ريسو". وفي تلك الأثناء، يخبر "إن" "فوجيتا" كيف أصبح "شين" و"نوي" شريكين.                                |                                              |                            |
| 10 | «حلقة 10»                                    | 15 آذار/مارس 2020          |
| ترتدي "نيكايدو" قناعًا لهزيمة عدوّها، لكنها تكتشف أنّ الهجوم هو فخّ من "إن". وبمساعدة "تانبا"، يزور "كايمان" واحدًا من ذوي الأعين الصليبية.       |                                              |                            |
| 11 | «حلقة 11» (屋台で逢いましょう)               | 22 آذار/مارس 2020          |
| بوصفها أحد أفراد الأسرة، تعرف "نيكايدو" لماذا يحتاج "إن" إلى ساحر يمكنه التلاعب بالزمن، فيما يتنكّر "كايمان" في هيئة زوجة "تانبا" لينقذها.    |                                              |                            |
| 12 | «حلقة 12»                                    | 29 آذار/مارس 2020          |
| يحاول "كايمان" إقناع "نيكايدو" بالعودة إلى "الحفرة" معه، لكن عقدها مع "إن" يُلزمها بغير ذلك. وبعد القتال بينهما، يبدأ "إن" في البحث عنها.     |                                              |                            |
| 13 | «حلقة 13 (فيديو أنيمي أصلي)»                 | 2020                       |
| يقدّم "كايمان" و"نيكايدو" وأفراد عائلة "إن" لمحات عن عالمهم المروّع في ستّ تسجيلات أنيمي أصلية قصيرة.                                           |                                              |                            |

## روابط خارجية
- دوروهيدورو على موقع ANN manga (الإنجليزية)